# ویلیام سشنز
ویلیام سشنز (انگلیسی: William S. Sessions; ۲۷ مهٔ ۱۹۳۰ – ۱۲ ژوئن ۲۰۲۰) حقوق‌دان و قاضی آمریکایی بود که در سال‌های ۱۹۸۷ تا ۱۹۹۳ به عنوان رئیس اداره تحقیقات فدرال آمریکا مشغول به کار بود